# Euchorium cubense
Euchorium cubense är en kinesträdsväxtart som beskrevs av Ekman & Radlk.. Euchorium cubense ingår i släktet Euchorium och familjen kinesträdsväxter. Inga underarter finns listade i Catalogue of Life.